# Giải bóng đá vô địch quốc gia Bulgaria
Giải bóng đá vô địch quốc gia Bulgaria (tiếng Bulgaria: Първа професионална футболна лига, đã Latinh hoá: Parva Profesionalna Futbolna Liga), còn được gọi là Parva Liga, hiện được gọi là efbet League vì lý do tài trợ là hạng đấu cao nhất của hệ thống các giải bóng đá ở Bulgaria. Gồm 16 câu lạc bộ, giải đấu sử dụng hệ thống thăng hạng và xuống hạng với Giải hạng nhất Bulgaria.
Giải vô địch bóng đá Bulgaria được khánh thành vào năm 1924 với tên gọi Giải vô địch bóng đá nhà nước Bulgaria.

## Câu lạc bộ hiện tại
Các câu lạc bộ sau đây đang thi đấu trong mùa giải 2022-23.
| Arda                                 | Beroe | Botev Plovdiv | Botev Vratsa                |
| ------------------------------------ | --- | --- | --------------------------- |
| Arena Arda                           | Beroe | Futbolen kompleks Botev 1912 | Hristo Botev                |
| Sức chứa: 11,114                     | Sức chứa: 12,128 | Sức chứa: 4,000 | Sức chứa: 12,000            |
|                                      | | |                             |
| Cherno More                          | CSKA 1948 | CSKA Sofia | Hebar                       |
| Ticha                                | Bistritsa | Balgarska Armia | Georgi Benkovski            |
| Sức chứa: 8,250                      | Sức chứa: 2,500 | Sức chứa: 22,995 | Sức chứa: 13,128            |
|                                      | | |                             |
| Levski Sofia                         | SofiaBeroeArdaBotev VratsaCherno More · SpartakLudogoretsBotev Plovdiv · Lokomotiv PlovdivPirinCSKA 1948Hebar Vị trí của các đội bóng trong giải hạng nhất 2022–23Lỗi Lua trong Mô_đun:Location_map/multi tại dòng 27: Không tìm thấy trang định rõ bản đồ định vị. "Mô đun:Location map/data/Bulgaria Sofia", "Bản mẫu:Bản đồ định vị Bulgaria Sofia", và "Bản mẫu:Location map Bulgaria Sofia" đều không tồn tại. | SofiaBeroeArdaBotev VratsaCherno More · SpartakLudogoretsBotev Plovdiv · Lokomotiv PlovdivPirinCSKA 1948Hebar Vị trí của các đội bóng trong giải hạng nhất 2022–23Lỗi Lua trong Mô_đun:Location_map/multi tại dòng 27: Không tìm thấy trang định rõ bản đồ định vị. "Mô đun:Location map/data/Bulgaria Sofia", "Bản mẫu:Bản đồ định vị Bulgaria Sofia", và "Bản mẫu:Location map Bulgaria Sofia" đều không tồn tại. | Lokomotiv Plovdiv           |
| Vivacom Arena – Georgi Asparuhov     | SofiaBeroeArdaBotev VratsaCherno More · SpartakLudogoretsBotev Plovdiv · Lokomotiv PlovdivPirinCSKA 1948Hebar Vị trí của các đội bóng trong giải hạng nhất 2022–23Lỗi Lua trong Mô_đun:Location_map/multi tại dòng 27: Không tìm thấy trang định rõ bản đồ định vị. "Mô đun:Location map/data/Bulgaria Sofia", "Bản mẫu:Bản đồ định vị Bulgaria Sofia", và "Bản mẫu:Location map Bulgaria Sofia" đều không tồn tại. | SofiaBeroeArdaBotev VratsaCherno More · SpartakLudogoretsBotev Plovdiv · Lokomotiv PlovdivPirinCSKA 1948Hebar Vị trí của các đội bóng trong giải hạng nhất 2022–23Lỗi Lua trong Mô_đun:Location_map/multi tại dòng 27: Không tìm thấy trang định rõ bản đồ định vị. "Mô đun:Location map/data/Bulgaria Sofia", "Bản mẫu:Bản đồ định vị Bulgaria Sofia", và "Bản mẫu:Location map Bulgaria Sofia" đều không tồn tại. | Lokomotiv                   |
| Sức chứa: 25,000                     | SofiaBeroeArdaBotev VratsaCherno More · SpartakLudogoretsBotev Plovdiv · Lokomotiv PlovdivPirinCSKA 1948Hebar Vị trí của các đội bóng trong giải hạng nhất 2022–23Lỗi Lua trong Mô_đun:Location_map/multi tại dòng 27: Không tìm thấy trang định rõ bản đồ định vị. "Mô đun:Location map/data/Bulgaria Sofia", "Bản mẫu:Bản đồ định vị Bulgaria Sofia", và "Bản mẫu:Location map Bulgaria Sofia" đều không tồn tại. | SofiaBeroeArdaBotev VratsaCherno More · SpartakLudogoretsBotev Plovdiv · Lokomotiv PlovdivPirinCSKA 1948Hebar Vị trí của các đội bóng trong giải hạng nhất 2022–23Lỗi Lua trong Mô_đun:Location_map/multi tại dòng 27: Không tìm thấy trang định rõ bản đồ định vị. "Mô đun:Location map/data/Bulgaria Sofia", "Bản mẫu:Bản đồ định vị Bulgaria Sofia", và "Bản mẫu:Location map Bulgaria Sofia" đều không tồn tại. | Sức chứa: 10,000            |
| Tập tin:Georgi asparuhov stadium.png | SofiaBeroeArdaBotev VratsaCherno More · SpartakLudogoretsBotev Plovdiv · Lokomotiv PlovdivPirinCSKA 1948Hebar Vị trí của các đội bóng trong giải hạng nhất 2022–23Lỗi Lua trong Mô_đun:Location_map/multi tại dòng 27: Không tìm thấy trang định rõ bản đồ định vị. "Mô đun:Location map/data/Bulgaria Sofia", "Bản mẫu:Bản đồ định vị Bulgaria Sofia", và "Bản mẫu:Location map Bulgaria Sofia" đều không tồn tại. | SofiaBeroeArdaBotev VratsaCherno More · SpartakLudogoretsBotev Plovdiv · Lokomotiv PlovdivPirinCSKA 1948Hebar Vị trí của các đội bóng trong giải hạng nhất 2022–23Lỗi Lua trong Mô_đun:Location_map/multi tại dòng 27: Không tìm thấy trang định rõ bản đồ định vị. "Mô đun:Location map/data/Bulgaria Sofia", "Bản mẫu:Bản đồ định vị Bulgaria Sofia", và "Bản mẫu:Location map Bulgaria Sofia" đều không tồn tại. |                             |
| Lokomotiv Sofia                      | SofiaBeroeArdaBotev VratsaCherno More · SpartakLudogoretsBotev Plovdiv · Lokomotiv PlovdivPirinCSKA 1948Hebar Vị trí của các đội bóng trong giải hạng nhất 2022–23Lỗi Lua trong Mô_đun:Location_map/multi tại dòng 27: Không tìm thấy trang định rõ bản đồ định vị. "Mô đun:Location map/data/Bulgaria Sofia", "Bản mẫu:Bản đồ định vị Bulgaria Sofia", và "Bản mẫu:Location map Bulgaria Sofia" đều không tồn tại. | SofiaBeroeArdaBotev VratsaCherno More · SpartakLudogoretsBotev Plovdiv · Lokomotiv PlovdivPirinCSKA 1948Hebar Vị trí của các đội bóng trong giải hạng nhất 2022–23Lỗi Lua trong Mô_đun:Location_map/multi tại dòng 27: Không tìm thấy trang định rõ bản đồ định vị. "Mô đun:Location map/data/Bulgaria Sofia", "Bản mẫu:Bản đồ định vị Bulgaria Sofia", và "Bản mẫu:Location map Bulgaria Sofia" đều không tồn tại. | Ludogorets                  |
| Lokomotiv                            | SofiaBeroeArdaBotev VratsaCherno More · SpartakLudogoretsBotev Plovdiv · Lokomotiv PlovdivPirinCSKA 1948Hebar Vị trí của các đội bóng trong giải hạng nhất 2022–23Lỗi Lua trong Mô_đun:Location_map/multi tại dòng 27: Không tìm thấy trang định rõ bản đồ định vị. "Mô đun:Location map/data/Bulgaria Sofia", "Bản mẫu:Bản đồ định vị Bulgaria Sofia", và "Bản mẫu:Location map Bulgaria Sofia" đều không tồn tại. | SofiaBeroeArdaBotev VratsaCherno More · SpartakLudogoretsBotev Plovdiv · Lokomotiv PlovdivPirinCSKA 1948Hebar Vị trí của các đội bóng trong giải hạng nhất 2022–23Lỗi Lua trong Mô_đun:Location_map/multi tại dòng 27: Không tìm thấy trang định rõ bản đồ định vị. "Mô đun:Location map/data/Bulgaria Sofia", "Bản mẫu:Bản đồ định vị Bulgaria Sofia", và "Bản mẫu:Location map Bulgaria Sofia" đều không tồn tại. | Huvepharma Arena            |
| Sức chứa: 22,000                     | SofiaBeroeArdaBotev VratsaCherno More · SpartakLudogoretsBotev Plovdiv · Lokomotiv PlovdivPirinCSKA 1948Hebar Vị trí của các đội bóng trong giải hạng nhất 2022–23Lỗi Lua trong Mô_đun:Location_map/multi tại dòng 27: Không tìm thấy trang định rõ bản đồ định vị. "Mô đun:Location map/data/Bulgaria Sofia", "Bản mẫu:Bản đồ định vị Bulgaria Sofia", và "Bản mẫu:Location map Bulgaria Sofia" đều không tồn tại. | SofiaBeroeArdaBotev VratsaCherno More · SpartakLudogoretsBotev Plovdiv · Lokomotiv PlovdivPirinCSKA 1948Hebar Vị trí của các đội bóng trong giải hạng nhất 2022–23Lỗi Lua trong Mô_đun:Location_map/multi tại dòng 27: Không tìm thấy trang định rõ bản đồ định vị. "Mô đun:Location map/data/Bulgaria Sofia", "Bản mẫu:Bản đồ định vị Bulgaria Sofia", và "Bản mẫu:Location map Bulgaria Sofia" đều không tồn tại. | Sức chứa: 10,422            |
|                                      | SofiaBeroeArdaBotev VratsaCherno More · SpartakLudogoretsBotev Plovdiv · Lokomotiv PlovdivPirinCSKA 1948Hebar Vị trí của các đội bóng trong giải hạng nhất 2022–23Lỗi Lua trong Mô_đun:Location_map/multi tại dòng 27: Không tìm thấy trang định rõ bản đồ định vị. "Mô đun:Location map/data/Bulgaria Sofia", "Bản mẫu:Bản đồ định vị Bulgaria Sofia", và "Bản mẫu:Location map Bulgaria Sofia" đều không tồn tại. | SofiaBeroeArdaBotev VratsaCherno More · SpartakLudogoretsBotev Plovdiv · Lokomotiv PlovdivPirinCSKA 1948Hebar Vị trí của các đội bóng trong giải hạng nhất 2022–23Lỗi Lua trong Mô_đun:Location_map/multi tại dòng 27: Không tìm thấy trang định rõ bản đồ định vị. "Mô đun:Location map/data/Bulgaria Sofia", "Bản mẫu:Bản đồ định vị Bulgaria Sofia", và "Bản mẫu:Location map Bulgaria Sofia" đều không tồn tại. | Tập tin:LudogoretsArena.jpg |
| Pirin Blagoevgrad                    | Septemvri Sofia | Slavia Sofia | Spartak Varna               |
| Hristo Botev                         | Vasil Levski National Stadium | Aleksandar Shalamanov | Spartak                     |
| Sức chứa: 7,500                      | Sức chứa: 43,230 | Sức chứa: 25,556 | Sức chứa: 6,000             |
|                                      | | |                             |

## Danh sách vô địch

### A Grupa (1948–2016)/ First League (2016–nay)
Khóa
|   | Đội vô địch cũng giành được Cúp bóng đá Bulgaria (Cú đúp).               |
| * | Đội vô địch cũng giành được Cúp và Siêu cúp bóng đá Bulgaria (Cú ăn ba). |

| Mùa giải  | Vô địch (lần)             | Điểm | Á quân             | Điểm | Hạng ba             | Điểm | Vua phá lưới                                                         | Vua phá lưới | Vua phá lưới |
| Mùa giải  | Vô địch (lần)             | Điểm | Á quân             | Điểm | Hạng ba             | Điểm | Cầu thủ (đội)                                                        | Số bàn       |              |
| --------- | ------------------------- | ---- | ------------------ | ---- | ------------------- | ---- | -------------------------------------------------------------------- | ------------ | ------------ |
| 1948–49   | Levski Sofia (6)          | 33   | CSKA Sofia         | 24   | Lokomotiv Sofia     | 21   | Dimitar Milanov (CSKA Sofia) Nedko Nedev (Cherno More)               | 11           |              |
| 1950      | Levski Sofia (7)          | 29   | Slavia Sofia       | 27   | Akademik Sofia      | 22   | Lyubomir Hranov (Levski Sofia)                                       | 11           |              |
| 1951      | CSKA Sofia (2)            | 37   | Spartak Sofia      | 36   | Levski Sofia        | 26   | Dimitar Milanov (CSKA Sofia)                                         | 14           |              |
| 1952      | CSKA Sofia (3)            | 33   | Spartak Sofia      | 26   | Lokomotiv Sofia     | 25   | Dimitar Isakov (Slavia) Dobromir Tashkov (Spartak Sofia)             | 10           |              |
| 1953      | Levski Sofia (8)          | 43   | CSKA Sofia         | 42   | Cherno More         | 31   | Dimitar Minchev (Spartak Pleven/ VVS Sofia)                          | 15           |              |
| 1954      | CSKA Sofia (4)            | 45   | Slavia Sofia       | 38   | Lokomotiv Sofia     | 36   | Dobromir Tashkov (Slavia Sofia)                                      | 25           |              |
| 1955      | CSKA Sofia (5)            | 37   | Slavia Sofia       | 31   | Spartak Varna       | 28   | Todor Diev (Spartak Plovdiv)                                         | 13           |              |
| 1956      | CSKA Sofia (6)            | 31   | Levski Sofia       | 26   | Botev Plovdiv       | 25   | Pavel Vladimirov (Minyor Pernik)                                     | 16           |              |
| 1957      | CSKA Sofia (7)            | 34   | Lokomotiv Sofia    | 33   | Levski Sofia        | 30   | Hristo Iliev (Levski Sofia) Dimitar Milanov (CSKA Sofia)             | 14           |              |
| 1958      | CSKA Sofia (8)            | 18   | Levski Sofia       | 14   | Spartak Pleven      | 14   | Dobromir Tashkov (Slavia) Georgi Arnaudov (Spartak Varna)            | 9            |              |
| 1958–59   | CSKA Sofia (9)            | 32   | Slavia Sofia       | 27   | Levski Sofia        | 24   | Aleksandar Vasilev (Slavia)                                          | 13           |              |
| 1959–60   | CSKA Sofia (10)           | 32   | Levski Sofia       | 28   | Lokomotiv Sofia     | 23   | Dimitar Yordanov (Levski Sofia) Lyuben Kostov (Spartak Varna)        | 12           |              |
| 1960–61   | CSKA Sofia (11)           | 40   | Levski Sofia       | 30   | Botev Plovdiv       | 29   | Ivan Sotirov (Botev Plovdiv)                                         | 20           |              |
| 1961–62   | CSKA Sofia (12)           | 41   | Spartak Plovdiv    | 35   | Levski Sofia        | 30   | Nikola Yordanov (Dunav Ruse) Todor Diev (Spartak Plovdiv)            | 23           |              |
| 1962–63   | Spartak Plovdiv (1)       | 43   | Botev Plovdiv      | 40   | CSKA Sofia          | 37   | Todor Diev (Spartak Plovdiv)                                         | 26           |              |
| 1963–64   | Lokomotiv Sofia (3)       | 44   | Levski Sofia       | 41   | Slavia Sofia        | 35   | Nikola Tsanev (CSKA Sofia)                                           | 26           |              |
| 1964–65   | Levski Sofia (9)          | 42   | Lokomotiv Sofia    | 39   | Slavia Sofia        | 35   | Georgi Asparuhov (Levski Sofia)                                      | 27           |              |
| 1965–66   | CSKA Sofia (13)           | 42   | Levski Sofia       | 41   | Slavia Sofia        | 39   | Traycho Spasov (Marek Dupnitsa)                                      | 21           |              |
| 1966–67   | Botev Plovdiv (2)         | 38   | Slavia Sofia       | 37   | Levski Sofia        | 36   | Petar Zhekov (Beroe)                                                 | 21           |              |
| 1967–68   | Levski Sofia (10)         | 45   | CSKA Sofia         | 42   | Lokomotiv Sofia     | 40   | Petar Zhekov (Beroe)                                                 | 31           |              |
| 1968–69   | CSKA Sofia (14)           | 47   | Levski Sofia       | 40   | Lokomotiv Plovdiv   | 39   | Petar Zhekov (CSKA Sofia)                                            | 36           |              |
| 1969–70   | Levski Sofia (11)         | 50   | CSKA Sofia         | 47   | Slavia Sofia        | 38   | Petar Zhekov (CSKA Sofia)                                            | 31           |              |
| 1970–71   | CSKA Sofia (15)           | 48   | Levski Sofia       | 48   | Botev Vratsa        | 38   | Dimitar Yakimov (CSKA Sofia)                                         | 26           |              |
| 1971–72   | CSKA Sofia (16)           | 58   | Levski Sofia       | 50   | Beroe               | 42   | Petar Zhekov (CSKA Sofia)                                            | 27           |              |
| 1972–73   | CSKA Sofia (17)           | 51   | Lokomotiv Plovdiv  | 43   | Slavia Sofia        | 43   | Petar Zhekov (CSKA Sofia)                                            | 29           |              |
| 1973–74   | Levski Sofia (12)         | 47   | CSKA Sofia         | 46   | Lokomotiv Plovdiv   | 34   | Petko Petkov (Beroe)                                                 | 20           |              |
| 1974–75   | CSKA Sofia (18)           | 39   | Levski Sofia       | 38   | Slavia Sofia        | 36   | Ivan Pritargov (Botev Plovdiv)                                       | 20           |              |
| 1975–76   | CSKA Sofia (19)           | 43   | Levski Sofia       | 41   | Akademik Sofia      | 37   | Petko Petkov (Beroe)                                                 | 19           |              |
| 1976–77   | Levski Sofia (13)         | 43   | CSKA Sofia         | 39   | Marek Dupnitsa      | 38   | Pavel Panov (Levski Sofia)                                           | 20           |              |
| 1977–78   | Lokomotiv Sofia (4)       | 42   | CSKA Sofia         | 41   | Levski Sofia        | 38   | Stoycho Mladenov (Beroe)                                             | 21           |              |
| 1978–79   | Levski Sofia (14)         | 43   | CSKA Sofia         | 40   | Lokomotiv Sofia     | 37   | Rusi Gochev (Levski Sofia)                                           | 19           |              |
| 1979–80   | CSKA Sofia (20)           | 46   | Slavia Sofia       | 45   | Levski Sofia        | 37   | Spas Dzhevizov (CSKA Sofia)                                          | 23           |              |
| 1980–81   | CSKA Sofia (21)           | 40   | Levski Sofia       | 36   | Botev Plovdiv       | 35   | Georgi Slavkov (Botev)                                               | 31           |              |
| 1981–82   | CSKA Sofia (22)           | 47   | Levski Sofia       | 46   | Slavia Sofia        | 35   | Mihail Valchev (Levski Sofia)                                        | 24           |              |
| 1982–83   | CSKA Sofia (23)           | 45   | Levski Sofia       | 42   | Botev Plovdiv       | 38   | Antim Pehlivanov (Botev Plovdiv)                                     | 20           |              |
| 1983–84   | Levski Sofia (15)         | 47   | CSKA Sofia         | 45   | Spartak Varna       | 31   | Eduard Eranosyan (Lokomotiv Plovdiv)                                 | 19           |              |
| 1984–85   | Levski Sofia (16)         | 40   | CSKA Sofia         | 36   | Botev Plovdiv       | 33   | Plamen Getov (Spartak Pleven)                                        | 26           |              |
| 1985–86   | Beroe (1)                 | 43   | Botev Plovdiv      | 41   | Slavia Sofia        | 36   | Atanas Pashev (Botev Plovdiv)                                        | 30           |              |
| 1986–87   | CSKA Sofia (24)           | 47   | Levski Sofia       | 44   | Botev Plovdiv       | 39   | Nasko Sirakov (Levski Sofia)                                         | 36           |              |
| 1987–88   | Levski Sofia (17)         | 48   | CSKA Sofia         | 46   | Botev Plovdiv       | 39   | Nasko Sirakov (Levski Sofia)                                         | 28           |              |
| 1988–89   | CSKA Sofia (25) *         | 49   | Levski Sofia       | 39   | Etar                | 34   | Hristo Stoichkov (CSKA Sofia)                                        | 23           |              |
| 1989–90   | CSKA Sofia (26)           | 45   | Slavia Sofia       | 36   | Etar                | 35   | Hristo Stoichkov (CSKA Sofia)                                        | 38           |              |
| 1990–91   | Etar (1)                  | 44   | CSKA Sofia         | 37   | Slavia Sofia        | 37   | Ivaylo Yordanov (Lokomotiv Gorna Oryahovitsa)                        | 21           |              |
| 1991–92   | CSKA Sofia (27)           | 47   | Levski Sofia       | 45   | Lokomotiv Plovdiv   | 37   | Nasko Sirakov (Levski Sofia)                                         | 26           |              |
| 1992–93   | Levski Sofia (18)         | 50   | CSKA Sofia         | 42   | Botev Plovdiv       | 38   | Plamen Getov (Levski Sofia)                                          | 26           |              |
| 1993–94   | Levski Sofia (19)         | 71   | CSKA Sofia         | 54   | Botev Plovdiv       | 50   | Nasko Sirakov (Levski Sofia)                                         | 30           |              |
| 1994–95   | Levski Sofia (20)         | 79   | Lokomotiv Sofia    | 68   | Botev Plovdiv       | 60   | Petar Mihtarski (CSKA Sofia)                                         | 24           |              |
| 1995–96   | Slavia Sofia (7)          | 67   | Levski Sofia       | 62   | Lokomotiv Sofia     | 58   | Ivo Georgiev (Spartak Varna)                                         | 21           |              |
| 1996–97   | CSKA Sofia (28)           | 71   | Neftochimic Burgas | 67   | Slavia Sofia        | 57   | Todor Pramatarov (Slavia)                                            | 26           |              |
| 1997–98   | Litex Lovech (1)          | 69   | Levski Sofia       | 64   | CSKA Sofia          | 61   | Anton Spasov (Neftochimic) Boncho Genchev (CSKA Sofia)               | 17           |              |
| 1998–99   | Litex Lovech (2)          | 73   | Levski Sofia       | 71   | Velbazhd Kyustendil | 57   | Dimcho Belyakov (Litex Lovech)                                       | 21           |              |
| 1999–2000 | Levski Sofia (21)         | 74   | CSKA Sofia         | 64   | Velbazhd Kyustendil | 55   | Mihail Mihaylov (Velbazhd)                                           | 20           |              |
| 2000–01   | Levski Sofia (22)         | 69   | CSKA Sofia         | 62   | Velbazhd Kyustendil | 57   | Hristo Yovov (Litex Lovech) Georgi Ivanov (Levski Sofia)             | 22           |              |
| 2001–02   | Levski Sofia (23)         | 56   | Litex Lovech       | 50   | CSKA Sofia          | 38   | Vladimir Manchev (CSKA Sofia)                                        | 21           |              |
| 2002–03   | CSKA Sofia (29)           | 66   | Levski Sofia       | 60   | Litex Lovech        | 55   | Georgi Chilikov (Levski Sofia)                                       | 23           |              |
| 2003–04   | Lokomotiv Plovdiv (1)     | 75   | Levski Sofia       | 72   | CSKA Sofia          | 65   | Martin Kamburov (Lokomotiv Plovdiv)                                  | 25           |              |
| 2004–05   | CSKA Sofia (30)           | 79   | Levski Sofia       | 76   | Lokomotiv Plovdiv   | 58   | Martin Kamburov (Lokomotiv Plovdiv)                                  | 27           |              |
| 2005–06   | Levski Sofia (24)         | 68   | CSKA Sofia         | 65   | Litex Lovech        | 60   | Milivoje Novaković (Litex Lovech) José Furtado (Vihren / CSKA Sofia) | 16           |              |
| 2006–07   | Levski Sofia (25) *       | 77   | CSKA Sofia         | 72   | Lokomotiv Sofia     | 72   | Tsvetan Genkov (Lokomotiv Sofia)                                     | 27           |              |
| 2007–08   | CSKA Sofia (31)           | 78   | Levski Sofia       | 62   | Lokomotiv Sofia     | 57   | Georgi Hristov (Botev Plovdiv)                                       | 19           |              |
| 2008–09   | Levski Sofia (26)         | 69   | CSKA Sofia         | 68   | Cherno More         | 60   | Martin Kamburov (Lokomotiv Sofia)                                    | 17           |              |
| 2009–10   | Litex Lovech (3)          | 70   | CSKA Sofia         | 58   | Levski Sofia        | 57   | Wilfried Niflore (Litex Lovech)                                      | 19           |              |
| 2010–11   | Litex Lovech (4)          | 75   | Levski Sofia       | 72   | CSKA Sofia          | 61   | Garra Dembélé (Levski Sofia)                                         | 26           |              |
| 2011–12   | Ludogorets Razgrad (1) *  | 70   | CSKA Sofia         | 69   | Levski Sofia        | 62   | Ivan Stoyanov (Ludogorets Razgrad) Júnior Moraes (CSKA Sofia)        | 16           |              |
| 2012–13   | Ludogorets Razgrad (2)    | 72   | Levski Sofia       | 71   | CSKA Sofia          | 63   | Basile de Carvalho (Levski Sofia)                                    | 19           |              |
| 2013–14   | Ludogorets Razgrad (3) *  | 84   | CSKA Sofia         | 72   | Litex Lovech        | 72   | Martin Kamburov (Lokomotiv Plovdiv) Wilmar Jordán (Litex Lovech)     | 20           |              |
| 2014–15   | Ludogorets Razgrad (4)    | 63   | Beroe              | 55   | Lokomotiv Sofia     | 55   | Añete (Levski Sofia)                                                 | 14           |              |
| 2015–16   | Ludogorets Razgrad (5)    | 70   | Levski Sofia       | 56   | Beroe               | 53   | Martin Kamburov (Lokomotiv Plovdiv)                                  | 18           |              |
| 2016–17   | Ludogorets Razgrad (6)    | 83   | CSKA Sofia         | 67   | Levski Sofia        | 63   | Claudiu Keșerü (Ludogorets Razgrad)                                  | 22           |              |
| 2017–18   | Ludogorets Razgrad (7)    | 88   | CSKA Sofia         | 81   | Levski Sofia        | 64   | Claudiu Keșerü (Ludogorets Razgrad)                                  | 26           |              |
| 2018–19   | Ludogorets Razgrad (8)    | 79   | CSKA Sofia         | 78   | Levski Sofia        | 66   | Stanislav Kostov (Levski Sofia)                                      | 24           |              |
| 2019–20   | Ludogorets Razgrad (9)    | 72   | CSKA Sofia         | 59   | Slavia Sofia        | 55   | Martin Kamburov (Beroe)                                              | 18           |              |
| 2020–21   | Ludogorets Razgrad (10)   | 70   | Lokomotiv Plovdiv  | 61   | CSKA Sofia          | 59   | Claudiu Keșerü (Ludogorets Razgrad)                                  | 18           |              |
| 2021–22   | Ludogorets Razgrad (11)   | 79   | CSKA Sofia         | 58   | Botev Plovdiv       | 53   | Pieros Sotiriou (Ludogorets Razgrad)                                 | 17           |              |
| 2022–23   | Ludogorets Razgrad (12) * | 85   | CSKA Sofia         | 84   | CSKA 1948           | 64   | Ivaylo Chochev (CSKA 1948)                                           | 21           |              |
| 2023–24   | Ludogorets Razgrad (13)   | 82   | Cherno More        | 75   | CSKA Sofia          | 67   | Aleksandar Kolev (Krumovgrad)                                        | 15           |              |
| 2024–25   | Ludogorets Razgrad (14) * | 83   | Levski Sofia       | 72   | Cherno More         | 59   | Santiago Godoy (Beroe)                                               | 18           |              |

## Thống kê

### Theo câu lạc bộ
- In đậm chỉ các câu lạc bộ hiện đang chơi ở hạng đấu cao nhất mùa giải 2025–26.
- In nghiêng chỉ các câu lạc bộ không còn tồn tại.

| Đội                 | Vô địch | Mùa giải vô địch |
| ------------------- | ------- | --- |
| CSKA Sofia          | 31      | 1948, 1951, 1952, 1954, 1955, 1956, 1957, 1958, 1958-59, 1959-60, 1960-61, 1961-62, 1965-66, 1968-69, 1970-71, 1971-72, 1972-73, 1974-75, 1975-76, 1979-80, 1980-81, 1981-82, 1982-83, 1986-87, 1988-89, 1989-90, 1991-92, 1996-97, 2002-03, 2004-05, 2007-08 |
| Levski Sofia        | 26      | 1933, 1937, 1942, 1946, 1947, 1948-49, 1950, 1953, 1964-65, 1967-68, 1969-70, 1973-74, 1976-77, 1978-79, 1983-84, 1984-85, 1987-88, 1992-93, 1993-94, 1994-95, 1999-2000, 2000-01, 2001-02, 2005-06, 2006-07, 2008-09                                         |
| Ludogorets Razgrad  | 14      | 2011-12, 2012-13, 2013-14, 2014-15, 2015-16, 2016-17, 2017-18, 2018-19, 2019-20, 2020-21, 2021-22, 2022-23, 2023-24, 2024-25 |
| Slavia Sofia        | 7       | 1928, 1930, 1936, 1939, 1941, 1943, 1995-96 |
| Cherno More Varna   | 4       | 1925, 1926, 1934, 1937-38 |
| Lokomotiv Sofia     | 4       | 1939-40, 1945, 1963-64, 1977-78 |
| FC Lovech           | 4       | 1997-98, 1998-99, 2009-10, 2010-11 |
| Botev Plovdiv       | 2       | 1929, 1966-67 |
| Spartak Varna       | 1       | 1932 |
| Lokomotiv Plovdiv   | 1       | 2003-04 |
| Spartak Plovdiv     | 1       | 1962-63 |
| Beroe Stara Zagora  | 1       | 1985-86 |
| Septemvri Sofia     | 1       | 1935 |
| Etar Veliko Tarnovo | 1       | 1990–91 |

Ghi chú:
- Các danh hiệu của CSKA Sofia bao gồm những danh hiệu đã giành được với tên gọi AS-23, Septemvri pri CDNV, CDNA, CFKA-Sredets.
- Các danh hiệu của Levski Sofia bao gồm những danh hiệu đã giành được với tên gọi Dinamo, Levski-Spartak, Vitosha.
- Các danh hiệu của Cherno More Varna bao gồm những danh hiệu đã giành được với tên gọi Vladislav Varna, Ticha Varna.
- Các danh hiệu của Botev Plovdiv bao gồm những danh hiệu giành được với tên Trakia.
- Các danh hiệu của Spartak Varna bao gồm những danh hiệu giành được dưới tên Shipchenski Sokol.